# John Lee Hooker
John Lee Hooker (ur. 22 sierpnia 1917 w Tutwiler, zm. 21 czerwca 2001 w Los Altos) – amerykański muzyk bluesowy.

## Kariera

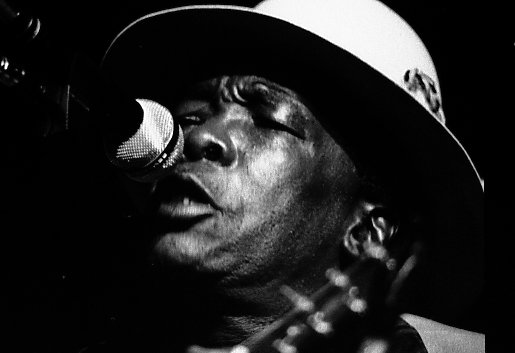
John Lee Hooker w 1978

Hooker grał na gitarze i śpiewał. Jeden z najlepiej znanych przedstawicieli klasycznego bluesa oraz jego gatunku bluesa Delty. Do najbardziej znanych jego utworów należały prymitywistyczne, oparte na boogie-woogie, ballady. Hooker wywarł wielki wpływ na brytyjski blues-rock. Wzorowały się na nim takie zespoły i artyści jak Jimi Hendrix, The Animals i Yardbirds. Do najbardziej znanych utworów Johna Lee Hookera należą Boogie Chillen oraz Boom Boom.
W 1980 roku został wprowadzony do Blues Hall of Fame, a w 1991 do Rock and Roll Hall of Fame. Zmarł 21 czerwca 2001 r. we śnie w Kalifornii.

## Dyskografia
| - 1948 Original Folk Blues - 1959 Folk Blues - 1960 Blues Man - 1960 House of the Blues - 1960 I’m John Lee Hooker - 1960 The Country Blues of John Lee Hooker - 1960 Travelin’ - 1961 John Lee Hooker Plays and Sings the Blues - 1961 John Lee Hooker Sings the Blues - 1961 The Folk Lore of John Lee Hooker - 1962 Burnin’ - 1962 Drifting the Blues - 1962 The Blues - 1963 Don't Turn Me from Your Door - 1964 Burning Hell - 1964 Great Blues Sounds - 1964 I Want to Shout the Blues - 1964 John Lee Hooker at Newport [live] - 1964 The Big Soul of John Lee Hooker - 1964 The Great John Lee Hooker - 1965 Hooker & The Hogs - 1965 ...and Seven Nights - 1966 It Serves You Right to Suffer - 1966 The Real Folk Blues - 1967 Live at Cafe Au Go-Go - 1968 Hooked on Blues - 1969 Big Maceo Merriweather & John Lee Hooker - 1969 Big Red Blues - 1969 Get Back Home - 1969 Highway of Blues - 1969 Simply the Truth - 1969 That’s Where It’s At! - 1970 If You Miss ’Im...I Got ’Im - 1970 John Lee Hooker on the Waterfront - 1970 Moanin' and Stompin' Blues – reedycja albumu Sings blues z 1961 roku pod zmienioną nazwą - 1971 Coast to Coast Blues Band - 1971 Endless Boogie - 1971 Goin' Down Highway 51 - 1971 I Feel Good [Jewel/Paula] - 1972 Detroit Special - 1972 Live at Soledad Prison - 1972 Never Get Out of the Blues Alive - 1973 Born in Mississippi - 1973 Kabuki Wuki - 1973 Live at Kabuki Wuki - 1974 Free Beer and Chicken - 1974 Mad Man Blues - 1975 Black R & B - 1975 Don't Turn Me from Your Door - 1976 Alone [live] - 1976 In Person - 1977 Black Snake - 1977 Dusty Road - 1978 Live - 1978 The Cream [live] - 1979 Slims Stomp |  | - 1979 Sad & Lonesome - 1980 Everybody Rockin’ - 1980 Sittin' Here Thinkin' - 1980 This Is Hip Charly - 1981 Hooker 'n' Heat (Recorded Live at the Fox) - 1981 John Lee - 1982 Chess Masters - 1982 Tantalizing with the blues - 1983 Hookered on - 1984 Blues Before - 1984 Do the Boogie - 1984 Solid Sender - 1986 Jealous - 1987 Detroit Blues - 1987 House Rent Boogie - 1988 John Lee Hooker - 1988 John Lee Hooker Live - 1988 The Blueway Sessions - 1988 Want Ad Blues - 1989 Highway 51 - 1989 Let's Make It - 1989 The Healer - 1990 Don't You Remember Me - 1990 Hobo Blues - 1991 More Real Folk Blues – The Missing Album - 1991 Mr. Lucky - 1991 Urban Blues - 1991 Walking the Blues - 1992 Boom Boom - 1992 I’m in the Mood - 1992 Turn Up the Heat! - 1993 Nothing But the Blues - 1994 Dimples - 1994 Live - 1995 Blues for My Baby - 1995 Helpless Blues - 1995 Trouble Blues - 1995 Chill Out - 1996 Moanin' the Blues - 1997 Don’t Look Back - 1998 Black Man Blues - 1998 You Don't Remember Me - 1999 King of Boogie - 2000 On Campus - 2001 Concert at Newport [live] - 2001 Testament 3 - 2001 The Cream [live] - 2001 The Real Blues – Live in Houston 1979 - 2002 I’m Ready LaserLight - 2002 Live at Newport - 2002 Live at Sugar Hill - 2002 Shake - 2002 Too Much Boogie - 2003 Blues Brother - 2003 Boogie Chillen - 2005 Quadromania-Guitar lovin' man (Jazz edition) |